# حميرا
حميرا (بالفارسية: حمیرا) هي الاسم الفني للمغنية الإيرانية المعروفة (بالفارسية: پروانه امیرافشاری). اشتهرت في ذروة الموسيقى الإيرانية بالسبعينات، وتتميز بامتلاكها ثلاث أوكتفات في صوتها.

## قصتها مع الغناء
ولدت حميرا في بيت معروف، حيث كان والدها واحداً من أكابر الأثرياء في مدينة زنجان في شمال غرب إيران، وكان يحضر في هذا البيت كبار الفنانين المعروفين في ذلك العهد بسبب وجاهة أبيها الاجتماعية، ولكن والدها لم يشجعها على سلوك طريق الفن وكان يمنعها من أن تكون مغنية، ولكن زوجها الذي قدم للتو من ألمانيا كان يشجعها على الغناء والموسيقى فواصلت طريقها حتى أصبحت في سن الواحدة والعشرين سنة مغنية لها ثقلها ووزنها عند المستمع الإيراني.
وحينما كانت تسجل أغانيها كانت تستعير اسم (حميرا) حتى لا يعرف والدها بأمرها، ولكنه كان يعرف صوت ابنته، ولذا فقد قرر أن يطلقها من زوجها الذي كان يراه السبب في اتخاذها هذا الطريق.
كان والدها يحبسها في البيت، ولكنها كانت تتحين الفرص أثناء سفره إلى أوربا لتسجل أغاني جديدة، فعلم والدها بأمرها، ولذا قرر طردها من البيت وحرمانها من الإرث، فعاشت حميرا مدة من الزمان في بيت ابن عمها، حتى تعرفت على عازف الكمان الإيراني برويز ياحقي فتزوجا، وأنتجا معا الكثير من الأغاني والألحان الجميلة والتي لازالت تعيش في الذاكرة الإيرانية. ولكن هذا الزواج لم يدم إلا ست أو سبع سنين.
ثم هاجرت حميرا إلى الولايات المتحدة الأمريكية واستقرت في ولاية كاليفورنيا وأنتجت الكثير من الأعمال، ولا زالت تواصل أعمالها الفنية مع كبار الملحنين الإيرانيين هناك.

## الموقع الرسمي
- الموقع الرسمي للفنانة حميرا نسخة محفوظة 31 أغسطس 2009 على موقع واي باك مشين.

## وصلات خارجية
- حميرا على موقع IMDb (الإنجليزية)
- حميرا على موقع ميوزك برينز (الإنجليزية)
- حميرا على موقع ميوزك برينز (الإنجليزية)
- حميرا على موقع أول ميوزيك (الإنجليزية)
- حميرا على موقع ديسكوغز (الإنجليزية)